# Катрунешти (Јаломица)
Катрунешти (рум. Cătrunești) насеље је у Румунији у округу Јаломица у општини Синтешти. Oпштина се налази на надморској висини од 73 m.

## Становништво
Према подацима из 2002. године у насељу је живело 357 становника, од којих су сви румунске националности.